# Ikoma

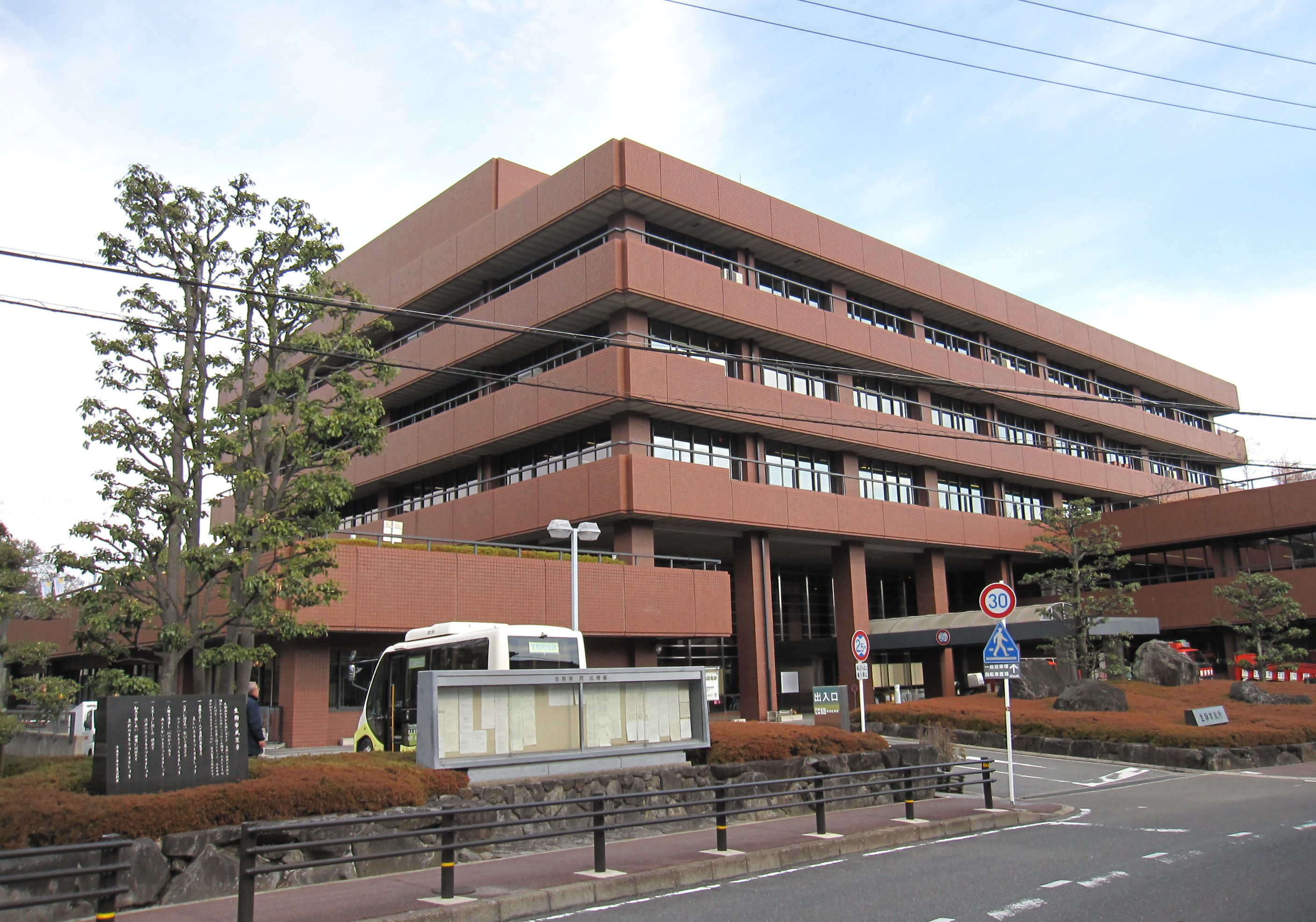
Ajuntament d'Ikoma

Ikoma (生駒市, Ikoma-shi) és una ciutat i municipi de la prefectura de Nara, a la regió de Kansai, Japó. Ikoma és el tercer municipi en població de la prefectura després de Nara, la capital prefectural i Kashihara. Degut a la seua proximitat a la prefectura d'Osaka, Ikoma s'ha convertit en una ciutat dormitori d'Osaka i la seua àrea metropolitana.

## Geografia
La ciutat d'Ikoma es troba localitzada a l'extrem més nord-occidental de la pefectura de Nara, sent el municipi més septentrional d'aquesta. El mont Ikoma es troba al municipi, separant-lo de la prefectura d'Osaka. El terme municipal d'Ikoma limita amb els de Hirakata, Daitō, Higashiosaka, Shijōnawate i Katano, tots ells de la prefectura d'Osaka, a l'oest; amb Kyōtanabe i Seika, pertanyent a la prefectura de Kyoto al nord; amb Nara, capital prefectural i Yamato-Kōriyama a l'est i amb Heguri i Ikaruga al sud.

## Història
Des del període Nara fins a la fi del període Tokugawa, la zona on actualment es troba el municipi d'Ikoma va pertànyer a l'antiga província de Yamato. L'1 d'abril de 1889, amb l'entrada en vigor de la llei de municipis, es crearen els pobles de Kita-Ikoma i Minami-Ikoma dins del ja desaparegut districte de Heguri. L'1 d'abril de 1897, el districte de Heguri es dissol integrant-se al districte d'Ikoma. L'11 de febrer de 1921, el poble de Kita-Ikoma assolix la categoria de vila amb el nom d'Ikoma. El 10 de març de 1955 el poble de Minami-Ikoma s'integra dins de la vila d'Ikoma i poc temps després, el 31 de març de 1957 ho fa el poble de Kita-Yamato. La vila d'Ikoma es mantè fins a l'1 de novembre de 1971, quan el municipi és elevat a l'actual categoria de ciutat.

## Administració

### Alcaldes
Els alcaldes d'Ikoma des de la seua fundació són els següents:
- Ryūkichi Hiramoto (1971-1974)
- Tomoharu Maekawa (1974-1994)
- Kōichi Nakamoto (1994-2006)
- Makoto Yamashita (2006-2015)
- Masashi Komurasaki (2015-present)

## Demografia
| 1920   | 1930    | 1940    | 1950    | 1960   | 1970   | 1980   |
| ------ | ------- | ------- | ------- | ------ | ------ | ------ |
| 12.239 | 14.112  | 15.529  | 21.129  | 23.138 | 35.550 | 70.461 |
| 1990   | 2000    | 2010    | 2020    | 2030   | 2040   | 2050   |
| 99.604 | 112.830 | 117.887 | 116.221 | -      | -      | -      |

## Transport

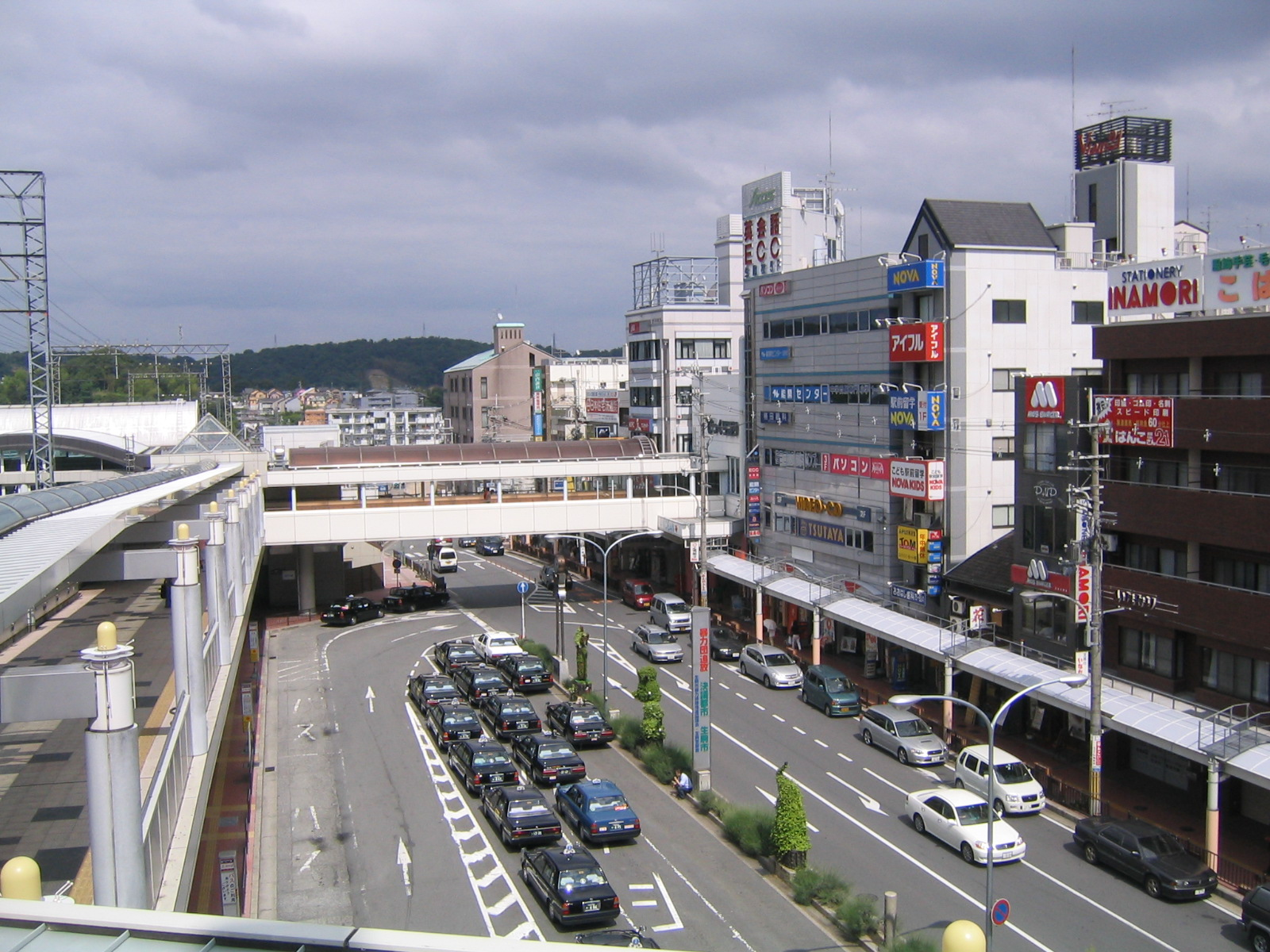
Carrer de l'estació d'Ikoma

### Ferrocarril
- Ferrocarril Kinki Nippon (Kintetsu)
  - Ikoma - Higashi-Ikoma - Nabata - Ichibu - Minami-Ikoma - Haginodai - Higashiyama - Shiraniwadai - Gakken Kita-Ikoma - Toriimae - Hōzanji - Umeyashiki - Kasumigaoka - Ikoma-Sanjō

### Carretera
- Autopista Hanshin
- Nacional 163 - Nacional 168 - Nacional 308

## Agermanaments
- Kami-Kitayama, districte de Yoshino, prefectura de Nara, Japó. (4 d'abril de 1990)